# Kenneth Høegh
Kenneth Hans Otto Høegh (* 29. Juni 1966 in Narsaq) ist ein grönländischer Agronom, Beamter und Diplomat.

## Leben
Kenneth Høegh schloss 1993 als erster Grönländer eine Ausbildung als Agronom ab. Von 1998 bis 2000 war er für ein dänisches Entwicklungsprojekt in Nepal tätig. In den 2000er Jahren arbeitete er unter anderem als Chefberater für die grönländische Landwirtschaft. 2009 zog er nach Bangladesch, um dort ein weiteres Entwicklungsprojekt im Agrarbereich zu leiten. Anschließend war er auch in Vietnam tätig. Nach seiner Rückkehr wurde er Erwerbsentwicklungschef und später Wirtschaftsdirektor in der Kommune Kujalleq, bevor er im Mai 2017 zum kommissarischen Kommunaldirektor ernannt wurde. Ende 2017 wurde er Departmentschef im grönländischen Außenministerium. 2021 wurde er zum Repräsentationschef in der grönländischen Repräsentation in Washington, D.C. ernannt. 2025 wurde er zum arktischen Botschafter des Königreichs Dänemark ernannt, als welcher er bis 2027 die Arbeit im Arktischen Rat leitet.
Von 2014 bis 2018 war er Aufsichtsratsvorsitzender des staatlichen Tourismusunternehmens Visit Greenland. Mit seiner Frau Pitsi Høegh (* 1964) hat er vier Kinder, darunter den Handballspieler Minik Dahl Høegh (* 1985), der mit der Sängerin Julie Berthelsen (* 1979) verheiratet ist. Er ist zudem der Onkel von Aki-Matilda Høegh-Dam (* 1996).